# Oxyopes albertianus
Oxyopes albertianus là một loài nhện trong họ Oxyopidae.
Loài này thuộc chi Oxyopes. Oxyopes albertianus được Embrik Strand miêu tả năm 1913.